# Anti-Computer-Taktik
Eine Anti-Computer-Taktik ist eine besondere Spielweise bei verschiedenen Spielen, die von menschlichen Spielern verwendet wird, um Computergegner zu schlagen. Solche Taktiken gibt es insbesondere bei Spielen wie Schach oder Arimaa. Dabei versucht der menschliche Spieler, bekannte Schwächen eines Computergegners auszunutzen, indem Züge gewählt werden, die im Allgemeinen suboptimal, jedoch von dem jeweiligen Programm nur schwer zu widerlegen sind.

## Im Schach
Im Schach gibt es mehrere Taktiken, die auch auf Meisterebene gegen Computer eingesetzt wurden und werden.
Ein Beispiel für den Gebrauch von Anti-Computer-Taktiken ist Brains in Bahrain, ein Acht-Partien-Match zwischen dem Großmeister und damaligen Weltmeister Wladimir Kramnik und dem Programm Deep Fritz 7, das im Oktober 2002 stattfand. Das Match endete 4:4, mit zwei gewonnenen Partien auf jeder Seite und vier Remis.

### Ungewöhnliche Eröffnung
Im Jahr 1997 spielte Garri Kasparow einen Anti-Computer-Zug zu Beginn einer Partie, um seinen Gegner Deep Blue aus dessen Eröffnungsbuch herauszuzwingen: Kasparow wählte die sehr seltene Mieses-Eröffnung, da er darauf spekulierte, dass der Rechner in seinem Eröffnungsbuch hierzu keine hinreichende Widerlegung finden und aus eigener Kraft nur schlecht spielen würde. Kasparow spielte ähnliche Anti-Computer-Eröffnungen auch in anderen Partien des Matches, jedoch zahlte sich die Taktik nicht aus.

### Positionelles Spiel
Beim positionellen Spiel legt der menschliche Spieler Wert auf eine langfristige Strategie, um sich langfristig einen Vorteil zu erarbeiten, den der Rechner nicht vorhersehen kann, da er jenseits dessen Suchhorizontes liegt. Anstatt das Spiel dynamisch und aggressiv voranzutreiben, spielt der menschliche Spieler zurückhaltender und versucht, die Stellung vorsichtig zu seinen Gunsten zu entwickeln. Dies erschwert dem Rechner das Ausspielen seiner Stärken, da er, sofern er an die Grenzen seines Suchhorizontes gerät, die Drohungen, die sein menschlicher Gegner aufgebaut hat, nicht mehr wahrnimmt.

### Doppelfianchetto
Das Doppelfianchetto kann als Anti-Computer-Taktik verwendet werden, da es die Stellung geschlossen hält und so dem Rechner das Ausspielen seiner Stärken erschwert. Es ist eine Form des positionellen Spiels.

### Fünfzig-Züge-Regel
Im Jahr 2008 zeigte Hikaru Nakamura, dass das Spitzenschachprogramm Rybka sich weigert, eine Partie gemäß der 50-Züge-Regel remis zu machen, wenn es gerade einen starken Materialvorteil hat. Dies kann ein menschlicher Spieler im Rahmen einer dreiminütigen Blitzpartie als Anti-Computer-Taktik ausnutzen.

## Anti-Computer-Schachpartien
- Garry Kasparow vs. Deep Blue (Computer). Auf: ChessGames.com. IBM Man-Machine, New York USA (1997).
- Garry Kasparow vs. X3D Fritz (Computer). Auf: ChessGames.com. Man-Machine World Chess Championship (2003).
- Rybka (Computer) vs. Hikaru Nakamura. Auf: ChessGames.com. ICC blitz 3 0 (2008).